# 龙栗婆准
龙栗婆準（？—644年），龙姓，贞观十八年（644年）唐朝拥立的西域焉耆国王。
贞观十八年（644年），唐太宗派安西都护郭孝恪攻打倒向西突厥的焉耆。龙栗婆準随兄长颉鼻叶护等奔西州（今新疆吐鲁番东南高昌城址）投唐。当时，焉耆国王龙突骑支有三个兄弟在西州，郭孝恪以其中的一个龙栗婆準当他的向导。据说，由于焉耆国都被水环绕，郭孝恪在夜间穿越水域，发动突然袭击。当天上午，唐军爬上焉耆城墙，攻克焉耆，俘获龙突骑支。郭孝恪派龙栗婆準在焉耆负责事务，留摄国事，率军撤退。三天后，西突厥将军阿史那屈利（屈利啜）的救援部队抵达，但郭孝恪已经撤出，因此屈利啜抓住龙栗婆準，将他囚禁。後追赶郭孝恪，被郭孝恪反击。另一个西突厥将军阿史那处那（处般啜），由他的属下吐屯代替焉耆国王管理焉耆，向唐进贡。但是当他的使者来到长安，唐太宗斥责使者说：“我攻打焉耆，你是谁，怎敢占据？”西突厥恐惧，放弃了焉耆，焉耆贵族拥立龙栗婆準的堂兄龙薛婆阿那支为新国王，但仍对处般啜服从，将龙栗婆準交给西突厥的属国龟兹，龙栗婆準遇害。
| 前任： 龙突骑支 | 焉耆国王 644年 | 繼任： 龙薛婆阿那支 |